# Apostolos-Athanasios Tsochatzopoulos

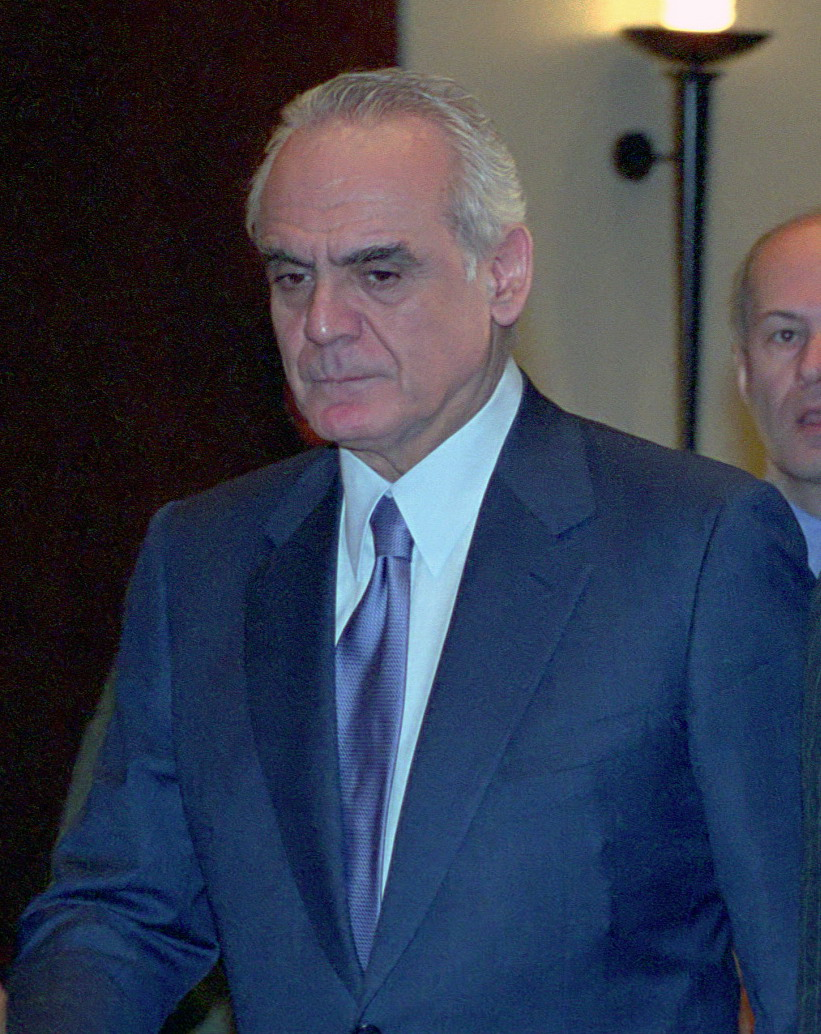
Apostolos-Athanasios Tsochatzopoulos

Apostolos-Athanasios „Akis“ Tsochatzopoulos (griechisch Απόστολος-Αθανάσιος «Άκης» Τσοχατζόπουλος, * 31. Juli 1939 in Athen; † 27. August 2021 in Piräus) war ein griechischer Politiker (PASOK). Er war Abgeordneter im Griechischen Parlament, mehrmals Innenminister sowie von 1996 bis 2001 Verteidigungsminister. Wegen Bestechlichkeit beim Kauf des russischen Raketensystems Tor M1 und deutscher U-Boote der Klasse 214 für die griechischen Streitkräfte wurde er zu 19 Jahren Haft verurteilt.

## Leben
Tsochatzopoulos wuchs in einfachen Verhältnissen in Thessaloniki auf. Er studierte Bauingenieurwesen in München und schloss mit den Titeln Diplom-Ingenieur und Diplom-Wirtschaftsingenieur ab. Anschließend begann er eine 16-jährige Tätigkeit als Bauingenieur in München und Athen, hauptsächlich im Bereich öffentlicher Bauten. 

## Politische Laufbahn
Der DGB hatte Andreas Papandreou eingeladen 1968 in verschiedenen deutschen Städten zu sprechen, in diesem Zusammenhang traf Tsochatzopoulos erstmals im April 1968 in Frankfurt erstmals Papandreou. Aus dem Exil unterstützte Tsochatzopoulos die Widerstandsbewegung gegen die griechische Militärdiktatur. 1969 wurde ihm seine Staatsangehörigkeit durch das Obristenregime aberkannt. Er wurde Mitglied der PAK (Panhellenische Befreiungsbewegung) und wurde ab 1972 Mitglied des Nationalrates. Nach dem Fall der Junta 1974 kehrte er nach Griechenland zurück.
1974 wurde er Gründungsmitglied der PASOK und war seitdem bis April 2011 ununterbrochen Präsidiumsmitglied. Seit November 1990 war er Generalsekretär der PASOK. Ab 1981 bekleidete er in verschiedenen Regierungen Ministerposten.
Er war von 1981 bis 2009 Abgeordneter des Griechischen Parlaments und führte verschiedene Ministerien:
- Minister für öffentliche Arbeiten (1981–1985)
- Minister beim Ministerpräsidenten (1985–1987)
- Innenminister (1987–1989)
- Minister für Transport und Kommunikation (1989–1990, in der Koalitionsregierung)
- Innenminister (1993–1995)
- Verteidigungsminister (1996–2001)
- Entwicklungsminister (2001–2004)

Die erste konkurrierende innerparteiliche Abstimmung in der Geschichte der PASOK 1996 um die Nachfolge von Ministerpräsident Andreas Papandreou verlor Tsochatzopoulos, der die traditionellen Parteipositionen vertrat, gegen den gemäßigt, reformorientierten und pro-europäischer Kandidaten Konstantinos Simitis mit 75 Stimmen gegenüber 86 Stimmen für Simitis in der zweiten Abstimmung.

### Gerichtsverfahren
Ein Immobiliengeschäft Tsochatzopoulos’ war seit 2010 Gegenstand staatsanwaltlicher Ermittlungen und einer Untersuchung des "Transparenzkomitees" (eines Disziplinarausschusses) der PASOK: Der Ex-Minister und seine Frau hatten wenige Tage vor Inkrafttreten einer steuerrechtlichen Änderung ein Grundstück am Fuße der Akropolis für eine Million Euro von einer "Offshore"-Gesellschaft gekauft und dieser Gesellschaft dadurch eine erhebliche Steuerersparnis ermöglicht.
Am 11. April 2011 beschloss das Präsidium seinen Ausschluss aus der Partei.
Ein Untersuchungsausschuss des Parlaments in Athen sah ferner Bestechungsvorwürfe gegen Tsochatzopoulos im Zusammenhang mit einem Kauf deutscher U-Boote als erhärtet an. Das griechische Parlament ermittelte aufgrund von Informationen, die der Athener Staatsanwaltschaft von den Kollegen in München übermittelt wurden. Griechenland hatte im Jahre 2000 vier U-Boote des Typs 214 im Wert von 2,85 Milliarden Euro in Deutschland gekauft. Nach den Ermittlungen deutscher Behörden soll die ehemalige MAN-Tochter Ferrostaal Bestechungsgelder in Millionenhöhe gezahlt haben. Tsochatzopoulos sagte im Fernsehen, die Beschuldigungen seien falsch; die Justiz werde den Fall klären. Im Juni 2011 wurde seine Immunität für die vergangene Legislaturperiode aufgehoben. Am 11. April 2012 wurde er wegen Verdachts auf Korruption verhaftet und nach Verhör wegen weiterbestehenden Verdachts sowie der Gefahr von Flucht und neuen Straftaten am 16. April im Gefängnis von Korydallos inhaftiert.
Die Schweizerische Bundesanwaltschaft ließ ein Guthaben Tsochatzopoulos’ von 10 Millionen Schweizer Franken bei einer Bank in der Schweiz wegen des Verdachts der Geldwäsche sperren.
Am 4. März 2013 wurde Tsochatzopoulos wegen Steuerhinterziehung zu acht Jahren Haft und einer Geldstrafe von 520.000 Euro verurteilt, seine Immobilie beschlagnahmt.
Am 22. April 2013 begann ein weiterer Strafprozess, in dem sich Tsochatzopoulos, seine Tochter, seine geschiedene Ehefrau und 16 weitere Angeklagte wegen des Vorwurfs der Bestechlichkeit, der Geldwäsche und der Bildung einer kriminellen Vereinigung verantworten mussten. Laut Anklageschrift flossen für den Kauf von U-Booten, Raketenabwehrsystemen und anderen Waffensystemen in Deutschland und Russland Bestechungsgelder in Höhe von 160 Millionen Euro, die über Off-Shore-Firmen und den Kauf oder die Renovierung von Immobilien gewaschen wurden.
Am 7. Oktober 2013 wurde er vom Strafgericht in Athen wegen Bestechlichkeit und Geldwäsche zu 20 Jahren Gefängnis verurteilt; sein Immobilienvermögen wurde konfisziert. Am 2. Juli 2018 wurde er aus gesundheitlichen Gründen freigelassen.